# Semsey család
A semsei nemes és gróf Semsey család egy 13. századból származó magyar nemesi család.

## Története
A Kassa közeli Semse településről származik a család, ezt a birtokukat IV. Béla királytól 1247-ben kapták adományként. Ferenc szepesi várnagy volt, és méltónak bizonyult arra, hogy királyával együtt szerepeljen egy falfestményen. László királyi főpohárnok volt, de 1396-ban a nikápolyi csatatéren esett el. A király László érdemei miatt fivérének, Jánosnak, 1397-ben pallosjogot, majd 1401. április 24-én nemesi címerlevelet is adott. Pál abaúji alispán volt 1769-ben, András nevű unokája már ugyanennek a vármegyének és Ugocsának a főispánja volt. Andrásnak Andor nevű unokája bőkezű adományozásairól volt nevezetes, az MTA igazgató tagja is volt, Albert nevű unokája pedig szintén abaúji főispánságot viselt. Albert fia, László, 1907. augusztus 25-én grófi címet kapott Ferenc Józseftől.

## Jelentősebb családtagok
- Semsey Andor (1833–1923) minerológus, a magyar tudomány mecénása, az MTA igazgató tagja, nagybirtokos
- Semsey Andor (1897–1977) diplomata, m. kir. követ, a mineralógus unokaöccse
- Semsey András (1755–1814) főispán, hétszemélynök, kamarai tanácsos
- Semsey László (1869–1943) politikus, az államtudományok doktora, szertartásmester, a család grófi címének megszerzője